# Feles busalepke
A feles busalepke (Pyrgus armoricanus) a busalepkefélék családjába tartozó, Európában, Nyugat-Ázsiában és Észak-Afrikában honos lepkefaj. 

## Megjelenése
A feles busalepke szárnyfesztávolsága 2-2,6 cm. A szárnyak felső oldalának alapszíne sötétbarna vagy feketésbarna, a fonák okkerbarna vagy rozsdásbarna; mindkét oldalon szögletes fehér foltokkal. A foltok mintázata alapján lehet elkülöníteni közeli rokonaitól. Az elülső szárny fonákján az m2,3 és a cu1,2 szárnyerek közé zárt három fehér folt igen közel van egymáshoz, gyakran érintkeznek. A hátulsó szárnyak fonákján az erek kidomborodnak és sárgás vagy olajbarnás színűek, ezért a középső foltsor tagjai jól elhatárolódnak.
Változékonysága nem számottevő.
Petéje félgömb alakú, világoszöld színű, erősen lapított, felszínén határozott hosszanti és finom keresztirányú bordákkal.
Hernyója csokoládébarna, finoman szőrözött, feje fekete.

### Hasonló fajok
Közeli rokonaitól (nagy busalepke, hegyi busalepke, homályos busalepke, kis busalepke, kerekfoltú törpebusalepke, nyugati törpebusalepke) nehéz elkülöníteni. 

## Elterjedése
Európában, a Kaukázusban, Kis-Ázsiában, Iránban és Marokkó északi részén honos. Közép- és Nyugat-Európában gyakori. Magyarországon mindenütt előfordulhat. 

## Életmódja
Száraz, rövid füvű rétek, mezők, legelők lepkéje.    
Évente három (északabbra csak két) nemzedéke nő fel. Az imágók április végétől novemberig láthatóak. Hernyó alakban telel át, tápnövényei a pimpó- (Potentilla spp.) és szamóca-fajok (Fragaria pp.). A hernyók többnyire a levelek alsó oldalán táplálkoznak.    

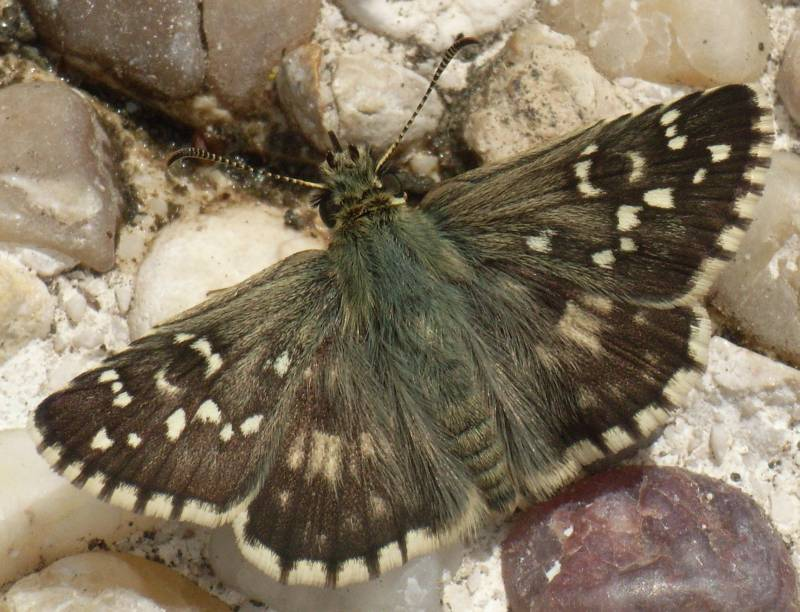
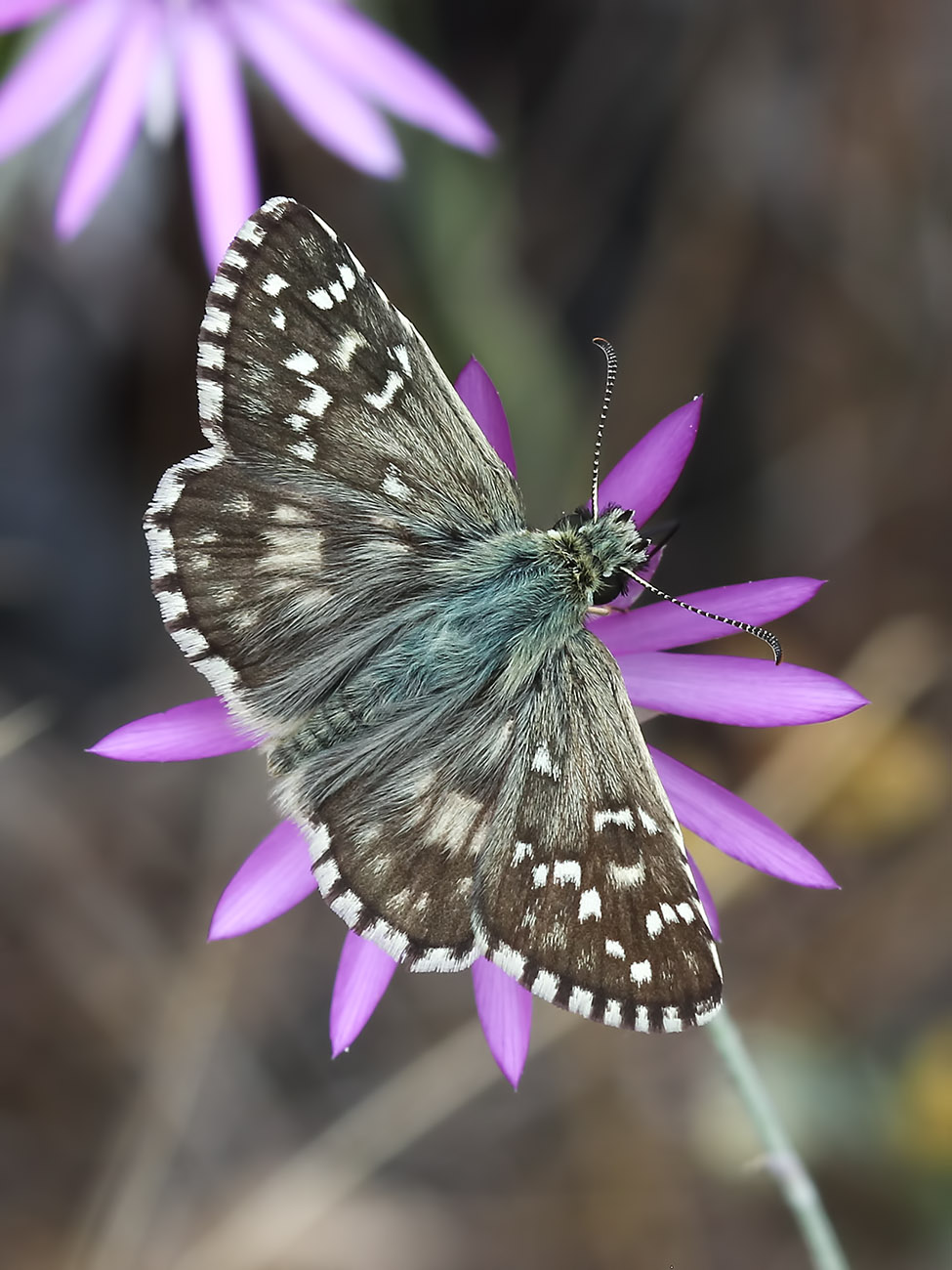
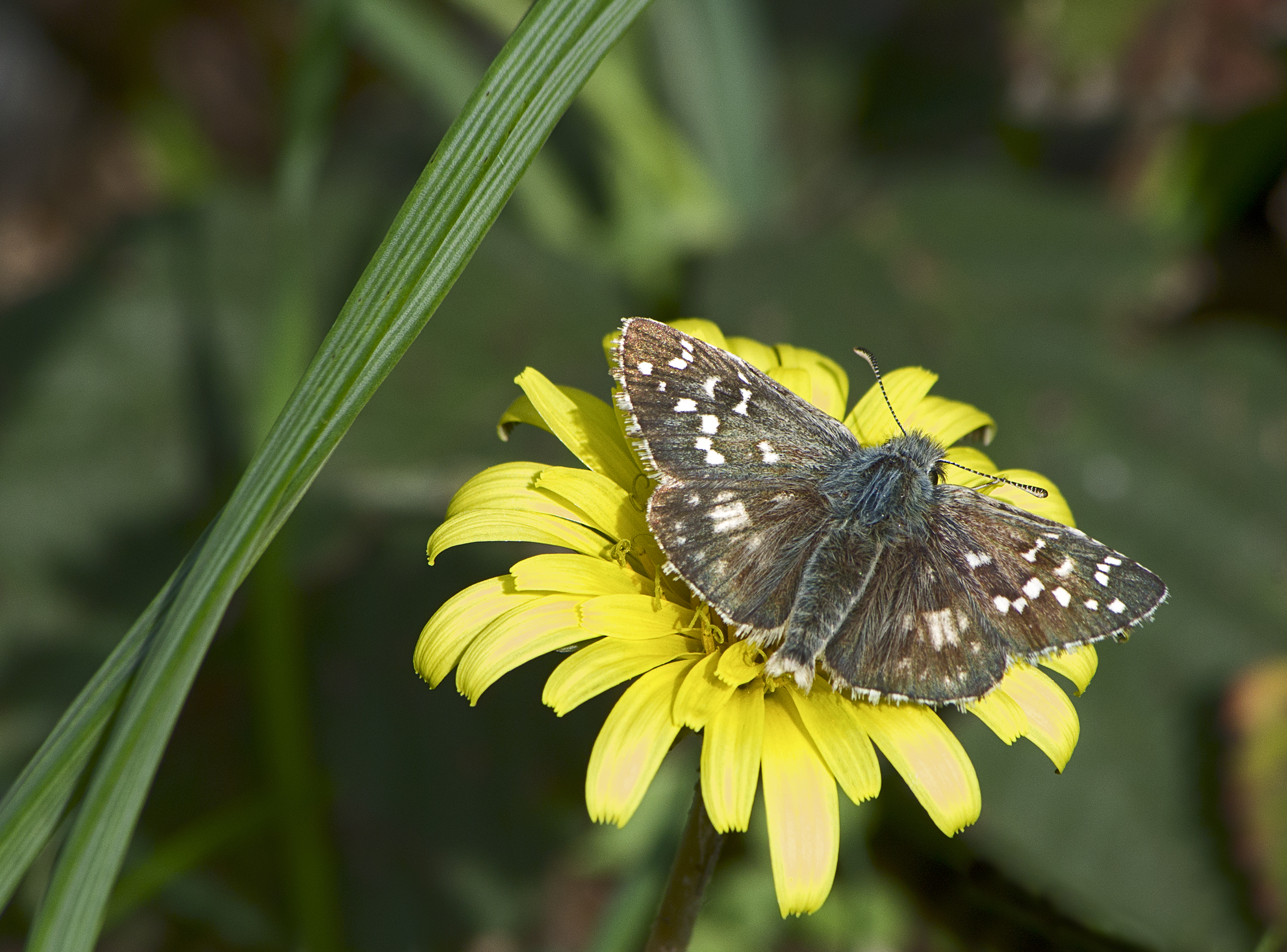
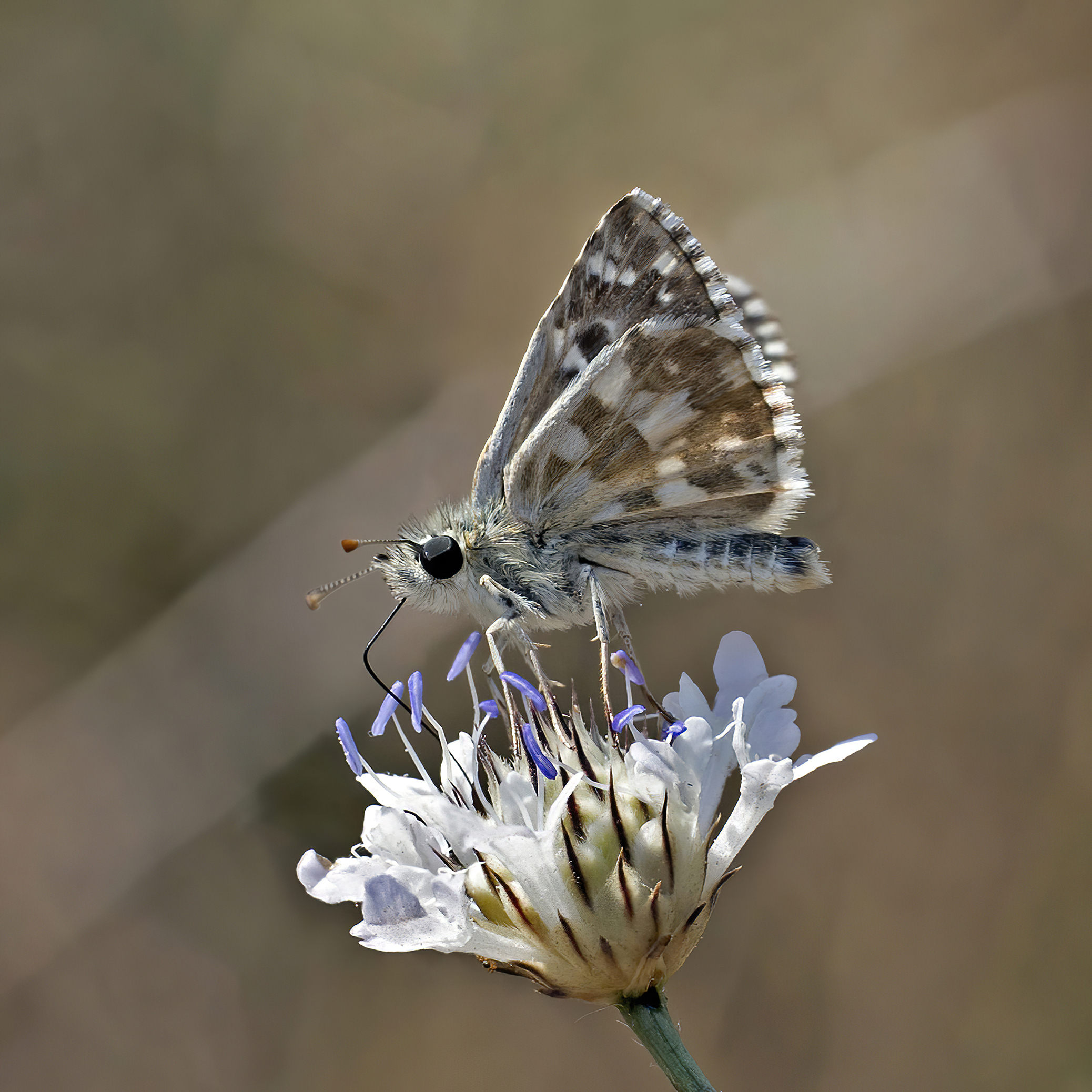
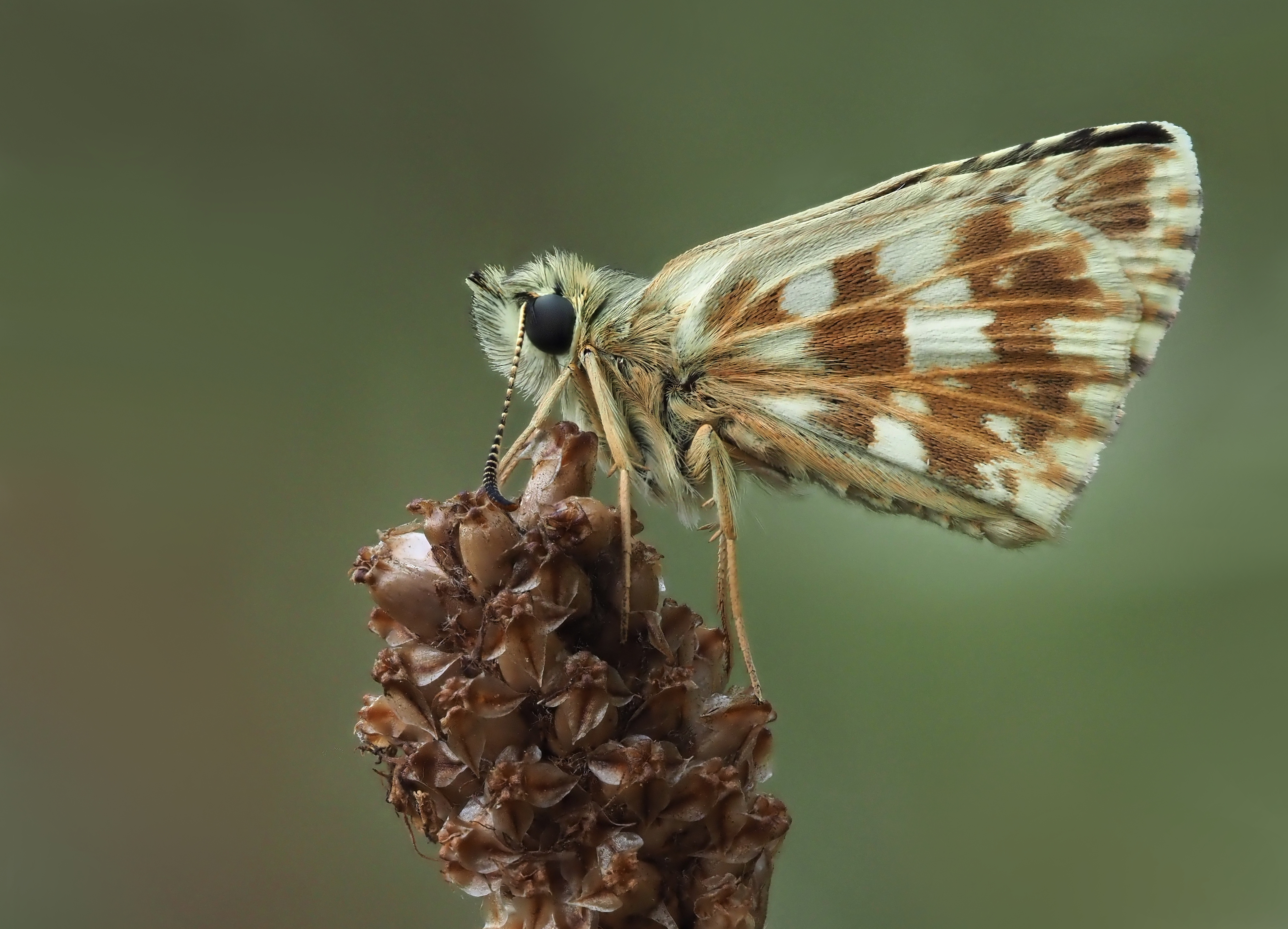

Magyarországon nem védett.